# Hotel Nikko Guam
El Hotel Nikko Guam es un hotel de 5 estrellas que se encuentra en Tumon, una localidad de Guam, un territorio no incorporado de Estados Unidos en el Océano Pacífico. Es operado por la firma japonesa hotelera Nikko. Se encuentra en el extremo más septentrional de la bahía de Tumon junto a la playa Gun. Posee unas 492 habitaciones.